# Jaffna Kings
Le Jaffna Kings est une équipe professionnelle sri lankaise de cricket masculin qui joue dans la Lanka Premier League. Le club est basé à Jaffna.
Ayant remporté quatre finales de la LPL, les Kings sont l'équipe la plus titrée de la ligue.

## Historique du nom
| Nom              | Ans           |
| ---------------- | ------------- |
| Jaffna Stallions | 2020          |
| Jaffna Kings     | 2021-en cours |